# Heliconia indica
Heliconia indica là một loài thực vật có hoa trong họ Heliconiaceae. Loài này được Lam. mô tả khoa học đầu tiên năm 1785.